# Mount Hiroe
Mount Hiroe (von japanisch 広江山 Hiroe-yama, deutsch ‚Breitbuchtberg‘) ist ein 316 m hoher Berg an der Prinz-Harald-Küste im ostantarktischen Königin-Maud-Land. Er ragt 800 m nordwestlich des Breidvågnipa und 2,1 km nordöstlich des Hiroe Point auf.
Der norwegische Kartograf Hans E. Hansen kartierte den Berg anhand von Luftaufnahmen, die Lars-Christensen-Expedition 1936/37 entstanden. Die Benennung erfolgte 1973 durch das Hauptquartier der Japanische Antarktisforschung nach Erkundungen des Gebiets durch japanische Forscher. Das Advisory Committee on Antarctic Names übertrug 1975 diese Benennung in einer Teilübersetzung ins Englische.